# Sonsonate Fútbol Club

## Historia

### Fundación
Existen datos muy antiguos de la época del fútbol salvadoreño amateur de un Club Deportivo Ferrocarril Fundado el 13 de junio de 1933 por lo cual este y otros equipos de la ciudad de Sonsonate se fusionaron para fundar el Club Deportivo Sonsonate.
La institución surge el 2 de marzo de 1948, siendo denominado en su fundación como Club Deportivo Sonsonate, posteriormente la misma sufre una serie de cambios a otros nombres tales como Ferrocarril, Leones de Sonsonate, Tiburones, etc.
Sin embargo el Club actual Tiburones de Sonsonate carga la historia de los equipos y es heredero de la historia de Ferrocarril, Leones de Sonsonate  Club Deportivo Sonsonate,  Sonsonate FC, y actualmente  de Tiburones  de Sonsonate, y de aquellos subcampeonatos de 1943  y 1952. 

### El primer subcampeonato
El primer subcampeonato del equipo se dio en el Campeonato Salvadoreño amateur 1943,  donde quedó en segundo lugar bajo el nombre de Ferrocarril.

### Su segundo subcampeonato
El segundo subcampeonato del equipo se dio en el Campeonato salvadoreño 1951-52,  donde quedó en segundo lugar bajo el nombre de Leones.

### Ascensos y descensos
El último descenso se dio en el año 1999, para esta temporada el equipo quedó penúltimo en la tabla acumulada, teniendo que disputar un partido de repesca con el segundo de la Liga de Ascenso, el 18 de mayo de 1999 se llevó a cabo un partido jugado en el Estadio Cuscatlán ante el Santa Clara, el cual perdió 4-1, por lo cual fueron relegados a la segunda categoría de fútbol de El Salvador. Tras un importante lapso de tiempo sin representativo del departamento en la ligas de fútbol profesionales, en el año 2008, aparece una iniciativa deportiva dentro del mismo denominándose Club Deportivo Alba-Acajutla cuya sede era la ciudad de Acajutla, al principio los portuarios realizaban sus juegos como locales en la ciudad de Sonsonate esto debido a una falta de aprobación para la cancha del Complejo CEPA en la localidad, a la cual se trasladó tras ser habilitada. Sin embargo, después de una mala administración de parte del presidente de este equipo y problemas financieros, el equipo tras salvarse del descenso en la última jornada venciendo al Juventud Independiente por 3 a 2; y mientras se planeaba un nuevo torneo y se buscaba alternativas de patrocinadores más confiables, el presidente de dicho club vendió sin previo aviso la categoría de segunda división en 2009 al Chalatenango y posteriormente anuncia su desaparición del mapa futbolístico.

### Refundación
En septiembre del año 2009, un grupo conformado por miembros del sector deportivo de la ciudad y el alcalde de la municipalidad de Sonsonate con la idea de preparar el resurgimiento del nuevo Sonsonate Fútbol Club, elaborando un proyecto deportivo y en un tiempo récord de cinco días se formó el equipo siendo inscrito un miércoles 16 de septiembre del mismo año, esto en la primera categoría del sector aficionado temporada 2009 – 2010 para así iniciar el sueño de escalar poco a poco hasta la Liga del privilegio en el país. En el año 2011 el cuadro sonsonateco logra ascender a la Tercera División del Fútbol Profesional, en la cual permaneció dos años, hasta que el cuadro “verde” logra conseguir de nueva cuenta el posterior ascenso a la Segunda División a través de la compra de categoría, esto para la temporada 2013-14.

### Cerca del ascenso a Liga Mayor
El equipo cocotero se había convertido en años recientes como uno de los que mayor protagonismo ha tenido dentro del campeonato de la Segunda División del fútbol salvadoreño, en la cual se había mantenido disputando constantemente el título de campeón del torneo y por ende convertirse en candidato para subir a la Liga Mayor, en el cual su punto más cercano en la etapa actual donde ha estado más cerca del ascenso a la misma, ha sido al alcanzar tres de las últimas cuatro semifinales, la primera contra el equipo unionense Pasaquina en el Torneo Apertura del año 2013 (1-1/0-1), el Torneo Clausura 2015 con el equipo Guadalupano (0-1/1-1), y la última frente el cuadro “muñequero” de El Roble (1-1/0-3) el Torneo Clausura 2015, siendo relegado en las tres oportunidades que ha disputado.

### Retornoa Primera
En el Torneo Apertura 2015 se anuncia que de forma sorpresiva Sonsonate jugaría en la Primera División, al recibir la cesión de la categoría del Real Destroyer equipo que recién había ascendido a Primera, pero declinó participar.

### Temporadas en Primera

#### Temporada 2015-16
En el Torneo Apertura 2015, Sonsonate con un plantel originalmente para competir en la Segunda División realiza un torneo de presentación como "benjamín" de la liga sin mayor protagonismo, teniendo como dato destacado el masivo apoyo de su afición, que según las estadísticas fue la más numerosa de El Salvador en la temporada regular y una de las más numerosas en toda Centroamérica, al final del torneo se ubicó 11°.
En el Torneo Clausura 2016, Sonsonate se refuerza de manera discreta, no de la forma en que su numerosa afición en el torneo anterior lo esperaba, lo anterior según la junta directiva debido a que la mayoría de jugadores de otros equipos aún se encuentran con contrato vigente. El equipo en este torneo realiza una muy buena primera vuelta, terminando 4°; la debacle inicia con la misma segunda vuelta, entrando en una racha de derrotas de la cual el equipo no lograría levantarse, situación que le costaría el puesto al entrenador Edwin Portillo. Al final el equipo terminaría 10°.

#### Temporada 2016-17
En el Apertura 2016, Sonsonate es el club que más cambios presenta en su plantilla, con la llegada del experimentado entrenador peruano Alberto Agustín Castillo y su cuerpo técnico, además llegan 15 nuevos refuerzos en diferentes posiciones, teniendo en claro que su aspiración era alcanzar la siguiente fase y tratar de ir avanzando partido a partido; para su sorpresa, el equipo no solo consigue el boleto a los cuartos de final, sino que aparte finaliza ambas vueltas de clasificación como 1° de la clasificación regular por primera vez en su historia. Ya en cuartos de final, el cuadro cocotero enfrentaría a Pasaquina, En donde tras un 1-2 en la ida, y un ajustado 1-0 en casa, logra avanzar con un global 2-2, esto gracias a la ventaja deportiva (que consiste en avanzar en casos de empate en puntos y goles) por su mejor ubicación en el campeonato regular.  
Posteriormente en la etapa de semifinales enfrentaron a los blancos de Alianza; en el emparejamiento, el equipo logra un importante resultado en el partido de ida realizado en el Estadio Cuscatlán 0-0, dándole enormes posibilidades para acceder a la final de Torneo; sin embargo, el juego definitivo disputado en el Estadio Ana Mercedes Campos, se saldó con una dura derrota para el "Sonso" 0 a 4, misma que sepultó sus aspiraciones al título. Para el Clausura 2017 después de muchos cambios en su plantilla y en la dirección técnica, terminan ubicados en la casilla 11.  

#### Temporada 2017-18
A pesar de tener planteado en inicio superar los cuartos de final, el equipo no logra un mayor despegue en ninguno de los dos torneos de esa nueva temporada, finalizando ubicado nuevamente en la casilla 11 como el Apertura 2017, y en el Clausura 2018 donde finalizando 8° en tabla regular donde posteriormente en ronda de cuartos de final es eliminado por Alianza (0-1 en la ida y 4-0  en la vuelta), cabe destacar que tuvo que pelear un repechaje por no descender a Liga de Ascenso venciendo en este 3-2 al Dragón. 

#### Temporada 2018-19
Tras el susto de ver cercana la pérdida de categoría, el cuadro "cocotero" tiene nuevamente dos torneos para el olvido, donde finaliza 11° en la tabla regular tanto del Apertura 2018 y el Clausura 2019; Sin embargo al filo de está logró salvarse del descenso finalizando quedando penúltimo en la tabla acumulada con 36 puntos, cinco más que su cercano perseguidor, Luis Ángel Firpo. 

#### Temporada 2019-20
Enfrentan el inicio de la nueva temporada, con uno de sus mejores torneos para el Apertura 2019 finalizan las dos vueltas de clasificación en 4° lugar, mismas que le hicieron enfrentar en ronda de cuartos a Águila el vigente campeón, mismo donde le relegan del certamen venciéndolo con global por mejor posición de 1-1 (0-1 en la ida y 1-0 en la vuelta); nuevamente disputan una semifinal por segunda ocasión en torneos cortos, donde enfrentan a Alianza. quedándose en la instancia eliminados por global de 4-1 (0-0 en la ida y 4-0 en la vuelta).  
Para el siguiente torneo Clausura 2020 no se terminó de culminar su participación por la emergencia mundial debido a la Pandemia de COVID-19, en el mismo se encontraba ubicado en 11° lugar, donde interesantemente había logrado 11 puntos en once encuentros disputados. 

#### Temporada 2020-21
En el Torneo Apertura 2020 se cambia su formato de competencia de la competición donde en la Fase preliminar cierra último en los grupos por zona. Posteriormente en la fase denominada hexagonal, se encuadra en el grupo A donde  finaliza 4° lugar con 10 puntos, permitiéndole disputar la ronda de cuarto de final, en la misma enfrenta al FAS donde cae eliminado en un global de 3-2 (0-1 en la ida y 2-2 en la vuelta); Para el Clausura 2021 finaliza penúltimo en Fase preliminar, posteriormente ya encuadrado en el grupo B en ronda hexagonal finaliza último con solo 4 puntos, no pudiendo avanzar a la siguiente fase.

### Descenso administrativo y desaparición
Para el 20 de mayo de 2021, el Comité Ejecutivo de la FESFUT acordó declarar descendido administrativamente al equipo cocotero a la Segunda División, esto por incumplimiento de cancelación de pago de deudas a sus jugadores, dada previamente una prórroga de un mes y medio a partir del 6 de mayo del mismo año por la autoridad regidora del futbol en el país.Ocurrido lo anterior al club se le permitiría inscribirse a esta categoría al presentar los finiquitos de la solvencia del impase antes mencionado, las cuales ascendían al valor de $200,000; Sin embargo esto no se concretó y tras una nueva prórroga el 19 de junio la Federación Salvadoreña de Fútbol ordenó su descenso a la Tercera División de El Salvador, donde tampoco buscó afiliación.
Posteriormente el 20 del mismo mes, la Alcaldía Municipal de Sonsonate (principal aportador financiero y logístico de la institución) manifiesta su retiro de la dirigencia del equipo, con lo cual la institución quedó desaparecida no oficialmente del panorama futbolístico

## Palmarés
| Competición              | Títulos                               | Subtítulos                                                                                           |
| ------------------------ | ------------------------------------- | --- |
| Primera División (0/2)   |                                       | 1943, y 1951-52                                                                                      |
|                          |                                       | |
| Segunda División (4/11): | 1954-55, 1966-67, 1995-96 y Ap. 1999. | 1950-51, 1951-52, 1952-53, 1958-59, 1964-55, 1968-69, 1974-75, 1981-82, 1985-86 y 1996-97 y Cl. 2024 |

## Estadio

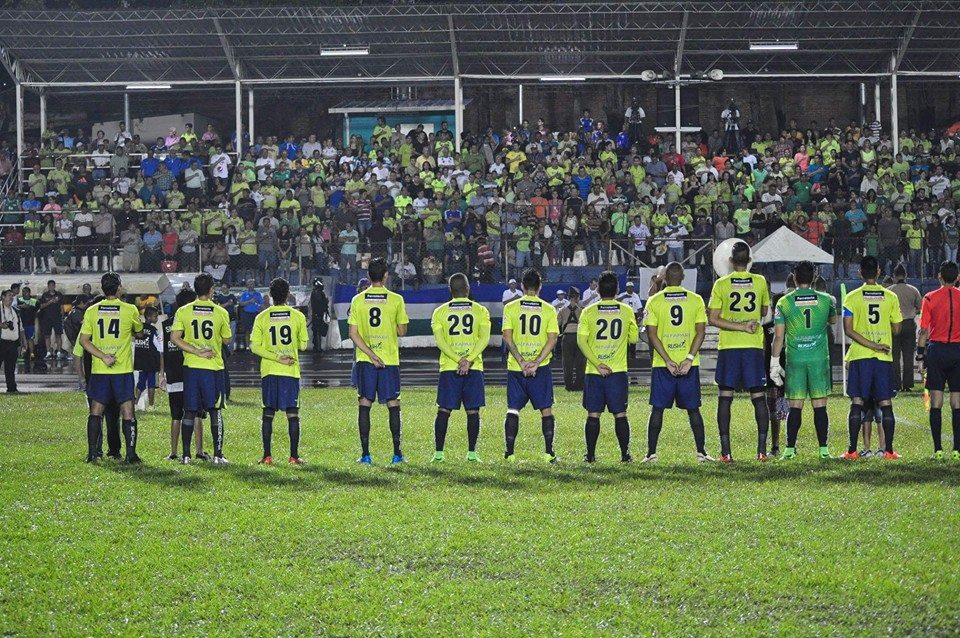
Estadio Ana Mercedes Campos.

El Sonsonate tiene como sede de local el Estadio Ana Mercedes Campos, ubicado en la colonia 14 de diciembre, el mismo se ha convertido en el escenario más concurrido en la fase regular en esta temporada del retorno a primera división del equipo cocotero, siendo el segundo estadio más grande de la zona occidental del país con una capacidad aproximada entre 9,000 a 10,000 espectadores. Siendo siempre apoyado por su hinchada la barra organizada Marea Verde.
Dicho escenario deportivo se remodeló en 2015: se instaló alumbrado eléctrico, se asfalto la pista atlética. En una segunda etapa se construyeron nuevos camerinos y se agregaron más graderías. El costo de la inversión rondó los 200 mil dólares, los cuales fueron erogados por la Alcaldía Municipal de Sonsonate.

## Afición
Los seguidores de club cocotero lo conforman gente de todo el departamento y de sectores aledaños. Su hinchada local se ha organizado en la denominada Marea Verde cuya barra organizada fue fundada en el año 2013 por aficionados fieles al equipo que lo apoyan desde su refundación en el 2009, esto con la idea de apoyarlo con cánticos e instrumentos musicales como bombo, murga y trompeta, junto a trapos con frases de apoyo siguiendo tanto de local como visitante alentando al Club; consolidándose con ello como una de las más importantes "barras bravas" salvadoreñas, siendo ganadora en el 2015 por el periódico deportivo  El Gráfico con el premio "Reyes de las Gradas" por su gran apoyo al equipo como local, como también una buena cantidad personas en cada estadio del país.

## Uniforme
- Patrocinador oficial: Just play .
- Uniforme titular : Camiseta verde, pantaloneta verde, medias verdes vivos azul

- Uniforme Visitante: Camiseta blanca con rayas en varios posiciones verdes y pantaloneta blanca , medias azules  con .* Uniforme alternativo: Camiseta verde tradicional con franja blanca en el pecho y pantaloneta verde, medias verdes.